# Gołąbczak pręgosterny
Gołąbczak pręgosterny, gołąb pręgosterny (Patagioenas fasciata) – gatunek średniej wielkości ptaka z rodziny gołębiowatych (Columbidae). Występuje od północno-zachodniej części Ameryki Północnej na południe po Amerykę Centralną oraz w północno-zachodniej, północnej i zachodniej Amerykę Południową. Populacje z północy zasięgu są wędrowne.
Systematyka i zasięg występowania
Międzynarodowy Komitet Ornitologiczny (IOC) wyróżnia 6 podgatunków P. fasciata:
- P. f. monilis (Vigors, 1839) – południowo-wschodnia Alaska i zachodnia Kanada do zachodnich USA
- P. f. fasciata (Say, 1822) – zachodnio-środkowe, południowo-zachodnie USA do Nikaragui; obejmuje proponowane podgatunki letonai i parva
- P. f. vioscae (Brewster, 1888) – południowa Kalifornia Dolna (Meksyk)
- P. f. crissalis (Salvadori, 1893) – Kostaryka i zachodnia Panama
- P. f. albilinea (Bonaparte, 1854) – Kolumbia po północno-zachodnią Argentynę
- P. f. roraimae (Chapman, 1929) – góry Roraima i Cerro Duida (południowa Wenezuela)

Część autorów wydziela południowe podgatunki crissalis, albilinea i roraimae do osobnego gatunku o nazwie Patagioenas albilinea (gołąbczak żółtodzioby). Takie ujęcie systematyczne stosuje m.in. Międzynarodowa Unia Ochrony Przyrody (IUCN).
WyglądDługość ciała 33–40 cm; masa ciała 342–364 g. Podobny do gołębia skalnego, jednak ma dłuższy ogon o czarnej nasadzie i jasnoszarej przepasce na końcu. Pióra szare do niebieskawoszarego z białą półobrożą na karku oraz mieniącymi się piórami na szyi. Głowa oraz górna część piersi samicy są szarobrązowe, u samca różowe lub purpurowe. Dziób żółty z czarną końcówką, nogi żółte z czarnymi pazurami. Młode mają nogi i dziób szare, upierzenie szare; pióra szyi i głowy bez połysku.
StatusMiędzynarodowa Unia Ochrony Przyrody (IUCN) uznaje gołębia pręgosternego za gatunek najmniejszej troski (LC – Least Concern). Do tej samej kategorii zalicza uznawanego przez nią za osobny gatunek gołąbczaka żółtodziobego (P. albilinea). Trend liczebności populacji obu tych taksonów uznaje się za spadkowy.